# Mravenečník velký
Mravenečník velký (Myrmecophaga tridactyla), zvaný též mravenečník tříprstý nebo hřivnatý, je největší druh mravenečníka a jediný zástupce rodu Myrmecophaga. Obývá většinou pastviny, listnaté a deštné lesy Střední a Jižní Ameriky.

## Popis

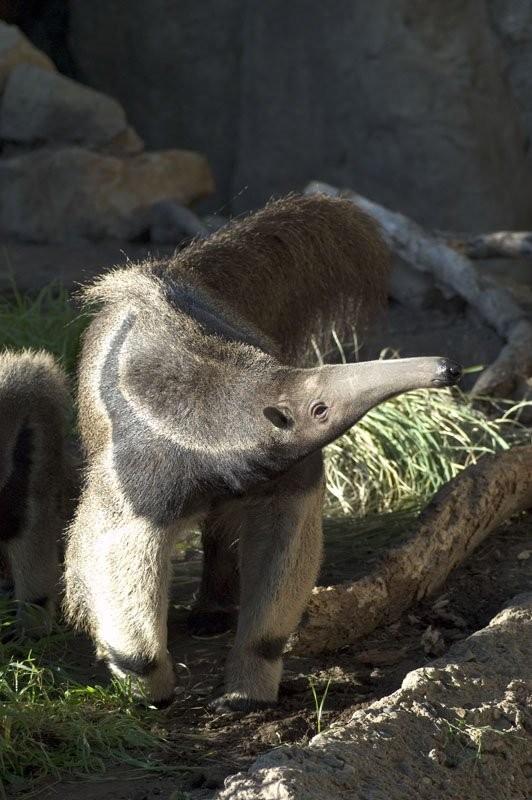
Mravenečník velký v zoo

Mravenečník velký je mohutné zvíře dorůstající 1,8 až 2 m na délku. Hmotnost se obecně pohybuje mezi 29 až 65 kg a ocas obvykle měří 64 až 90 cm.
Tento druh mravenečníka má velmi husté a drsné chlupy, které jsou nejdelší na ocase, kde dosahují až 40 cm. Nedospělí jedinci mají chlupy měkčí než dospělci a spolu s dospíváním jim tuhnou. Většinou bývají zbarveni šedě nebo hnědě, charakteristickým znakem je černá protáhlá skvrna, bílý ramenní pruh, masivní končetiny s třemi ostrými drápy, trubkovitý čenich a malý obličej s drobnýma očima a ušima.
Mravenečník velký má až 60 cm dlouhý a 12,5 mm široký jazyk, kterým velice rychle kmitá a za jednu minutu jej může zastrčit až 150×. Při lovu potravy jazyk pokrývá lepkavá slina, která zachycuje drobný hmyz. Stejně jako ostatní mravenečníci nemá ani mravenečník velký žádné zuby. Ty nahrazují výrůstky v ústech a ve svalnatém žaludku.

## Způsob života
Ke hledání potravy používá mravenečník velký především svůj dobře vyvinutý čich. Zrak a sluch jsou poměrně špatně vyvinuté. Živí se drobným hmyzem, obzvlášť mravenci a termity, ke kterým se dostává pomocí svých ostrých drápů, kterými rozbíjí tvrdá termitiště, případně mraveniště (až 200 denně). Za jediný den mohou spořádat až 35 000 jedinců hmyzu. Občas sežerou i housenku nebo vejce. Často bývají v jejich žaludcích nalézány drobné kamínky, které v žaludku pomáhají ve trávení tím, že potravu rozemelou.
Většinu roku žije samotářským životem. V blízkosti lidských obydlí je aktivní převážně v noci, v odlehlejších oblastech spíše ve dne, přičemž často odpočívá ve stínu stromů nebo keřů, v opuštěných norách nebo dutinách. Při spánku si tělo přikrývá svým dlouhým a huňatým ocasem. Nápadná je i jeho chůze, při které došlapuje na své klouby prstů, aby se chránil před opotřebováním svých dlouhých drápů. I přesto, že tráví většinu času na souši, je velice schopný plavec.
Mravenečníci se mezi sebou dorozumívají prskáním, čenicháním, syčením nebo pachy, které jsou velice nápadné a cítitelné na několik metrů daleko.
Pokud se cítí mravenečník ohrožený, chová se podobně jako medvěd: postaví se na zadní končetiny, přičemž mu ocas pomáhá k udržení rovnováhy a velice rychle začne sekat svými ostrými drápy, což může být pro jeho predátory, kterými jsou kočkovité šelmy jako např. jaguár nebo puma, velice nebezpečné a občas dochází i ke smrtelným zraněním. Většinou tedy tento obranný manévr uspěje.

## Rozmnožování

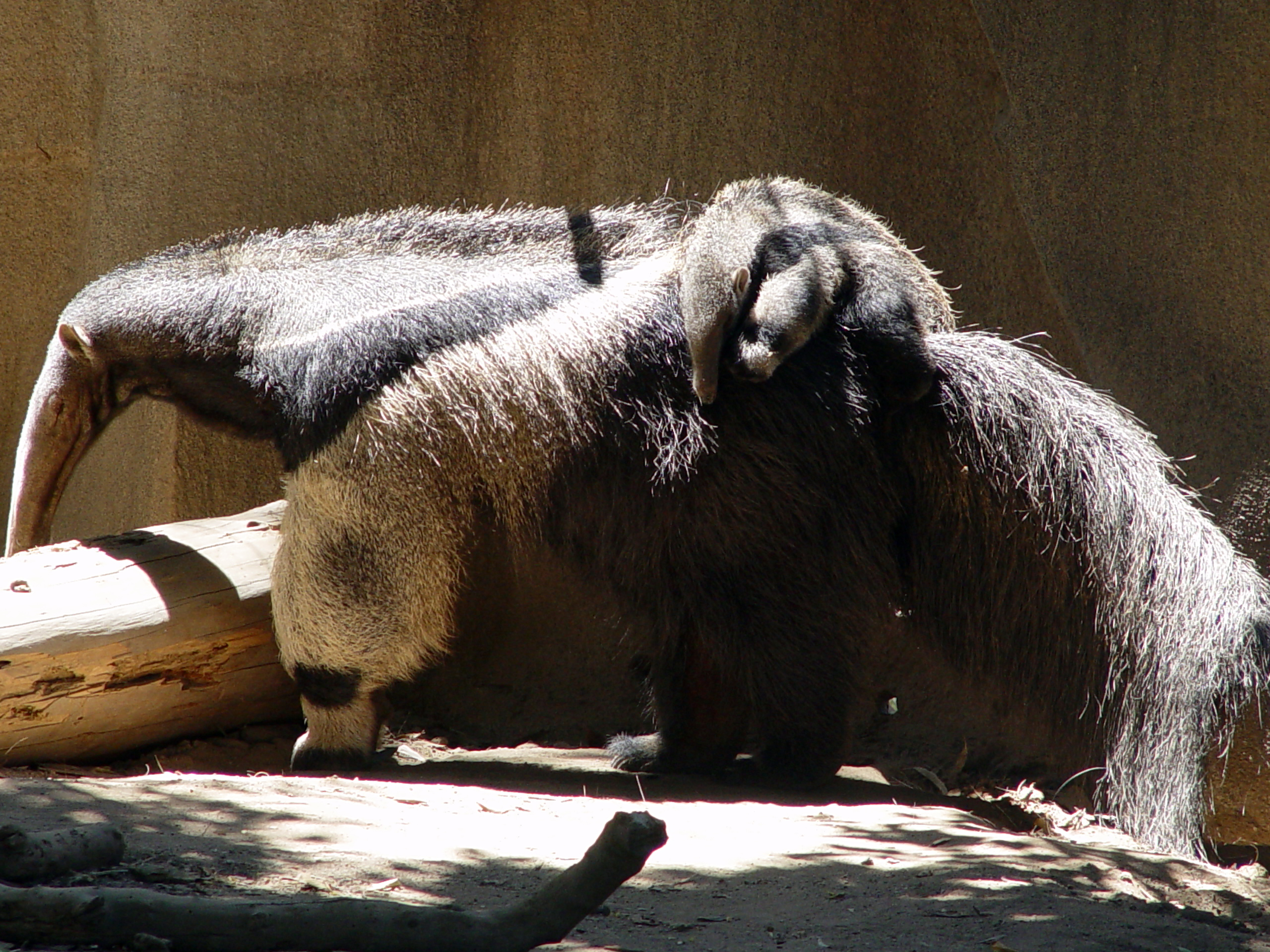
Samice s mládětem

O rozmnožování tohoto druhu existuje mnoho nejasností. Samec mravenečníka velkého se před pářením samici předvádí a čeká na samiččino svolení se s ní spářit. Samice se rozmnožuje zhruba jednou za 9 měsíců a po 142 až 190 dnech březosti rodí jediné mládě, které je po narození stejně barevně osrstěné jako dospělci a váží kolem 1,3 kg. Několik prvních týdnů přečkává na zádech matky, která jej tímto způsobem přenáší. Samice svého potomka odstavuje zhruba v 6 měsících života. Samci dosahují pohlavní dospělosti ve věku 2,5 až 4 let, samice zhruba v podobném stáří. Mravenečník velký se může dožít až dvaceti pěti let.

## Ohrožení
Mravenečníky velké nejvíce ohrožuje hromadná ztráta přirozeného prostředí, ale také lov. V současné době patří podle IUCN do kategorie zranitelných druhů.

## Poddruhy
- Myrmecophaga tridactyla artata Osgood, 1912
- Myrmecophaga tridactyla centralis Lyon, 1906

## Chov v zoo
V rámci Evropy je tento druh k vidění ve více než 70 zoo, nejvíce ve Spojeném království a Německu. V Česku chovají mravenečníky velké následující zoologické zahrady:
- Zoo Děčín
- Zoo Liberec
- Zoo Olomouc
- Zoo Praha
- Zoo Zlín

Dříve byl tento druh také chován v Zoo Ústí nad Labem. Na Slovensku chován nikdy nebyl.

### Chov v Zoo Praha
První mravenečníci velcí se dostali do Zoo Praha v 50. letech 20. století. Zde byl druh k vidění až do roku 1982. Obnovení chovu přišlo po patnácti letech v roce 1997, kdy přišli dva jedinci. Ačkoliv se původně předpokládalo, že jde o samce se samicí, ukázalo se, že jde o dvě samice. Po jejich odchodu do ústecké zoo v roce 2002 nastala další pauza v chovu. K opětovnému obnovení došlo v létě 2014. Samice Ella (narozena v lednu 2013) dorazila z varšavské zoo, samec Hannibal (narozen v prosinci 2012) z Madridu. Na počátku roku 2016 (přesněji 20. ledna) se podařil velký úspěch, když se prvně v dějinách pražské zoo narodilo mládě mravenečníka velkého. Jednalo se o samce, který dostal během křtin 25. března 2016 od zpěváka Miroslava Žbirky jméno Lecter. Šest hodin po porodu bylo mládě zváženo a změřeno: chovatelé naměřili váhu 1770 g a délku 62 cm. Při křtu již měl 80 cm.
Ke konci roku 2019 byl chován pár těchto zvířat.
Mravenečník velký je v Zoo Praha chován ve spodní části areálu v upravených prostorách někdejší venkovní expozice hrochů při pavilonu velkých savců, dnes Rezervaci Bororo.

## Galerie

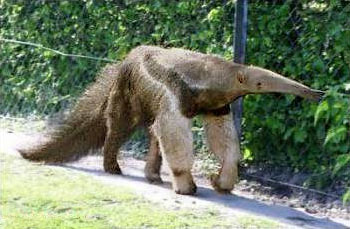
Mravenečník velký v dánské Zoo v Aalborgu
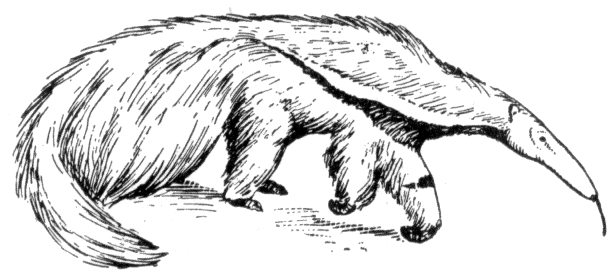
Ilustrace z roku 1911
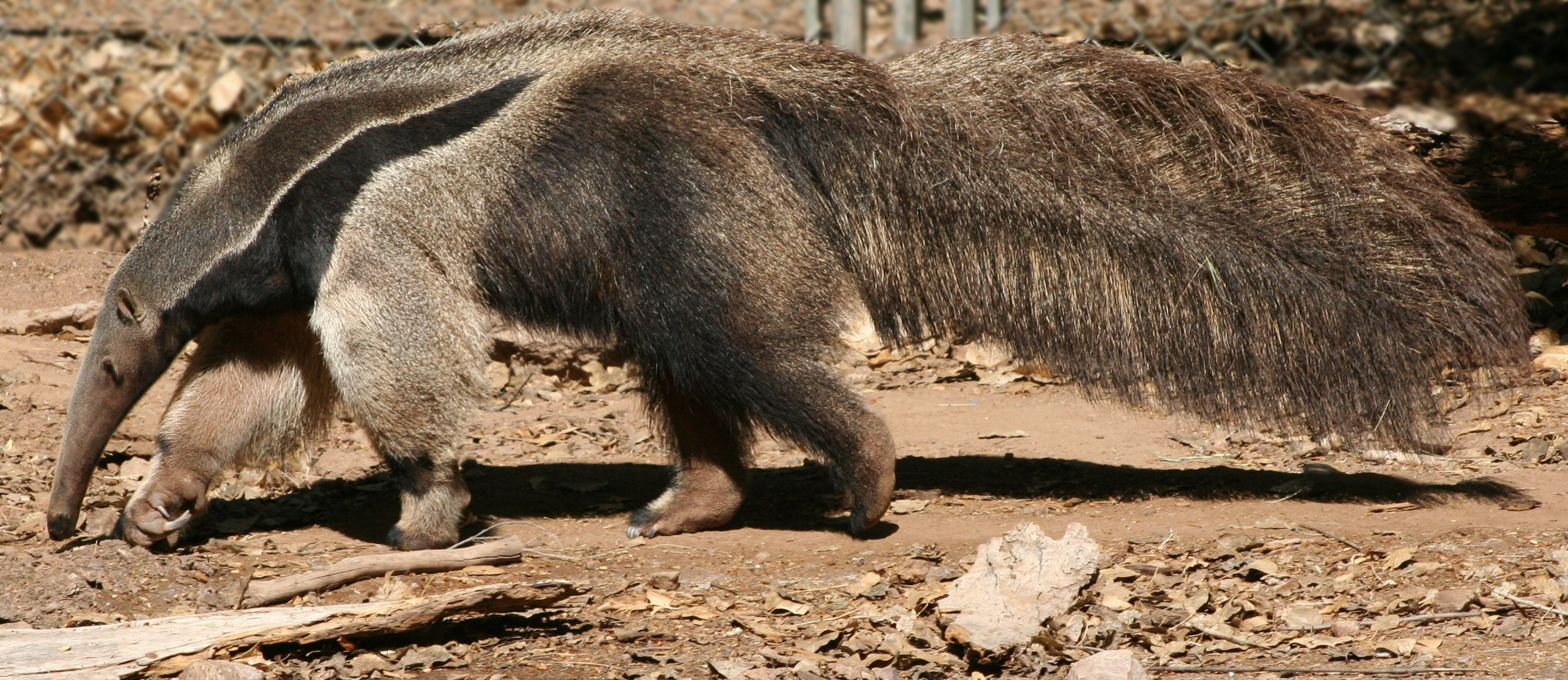
Mravenečník velký v Zoo ve Phoenixu
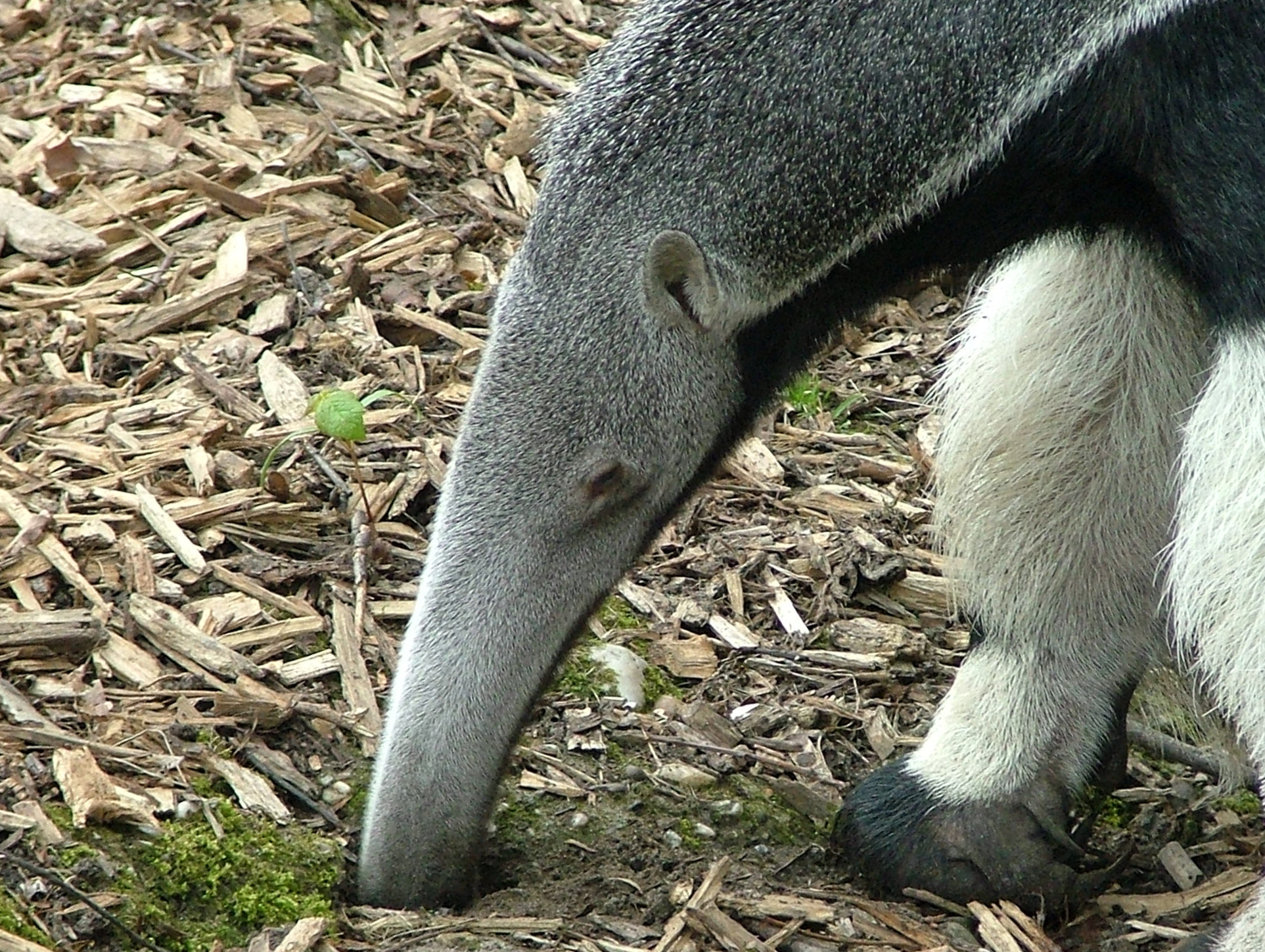
Mravenečník velký
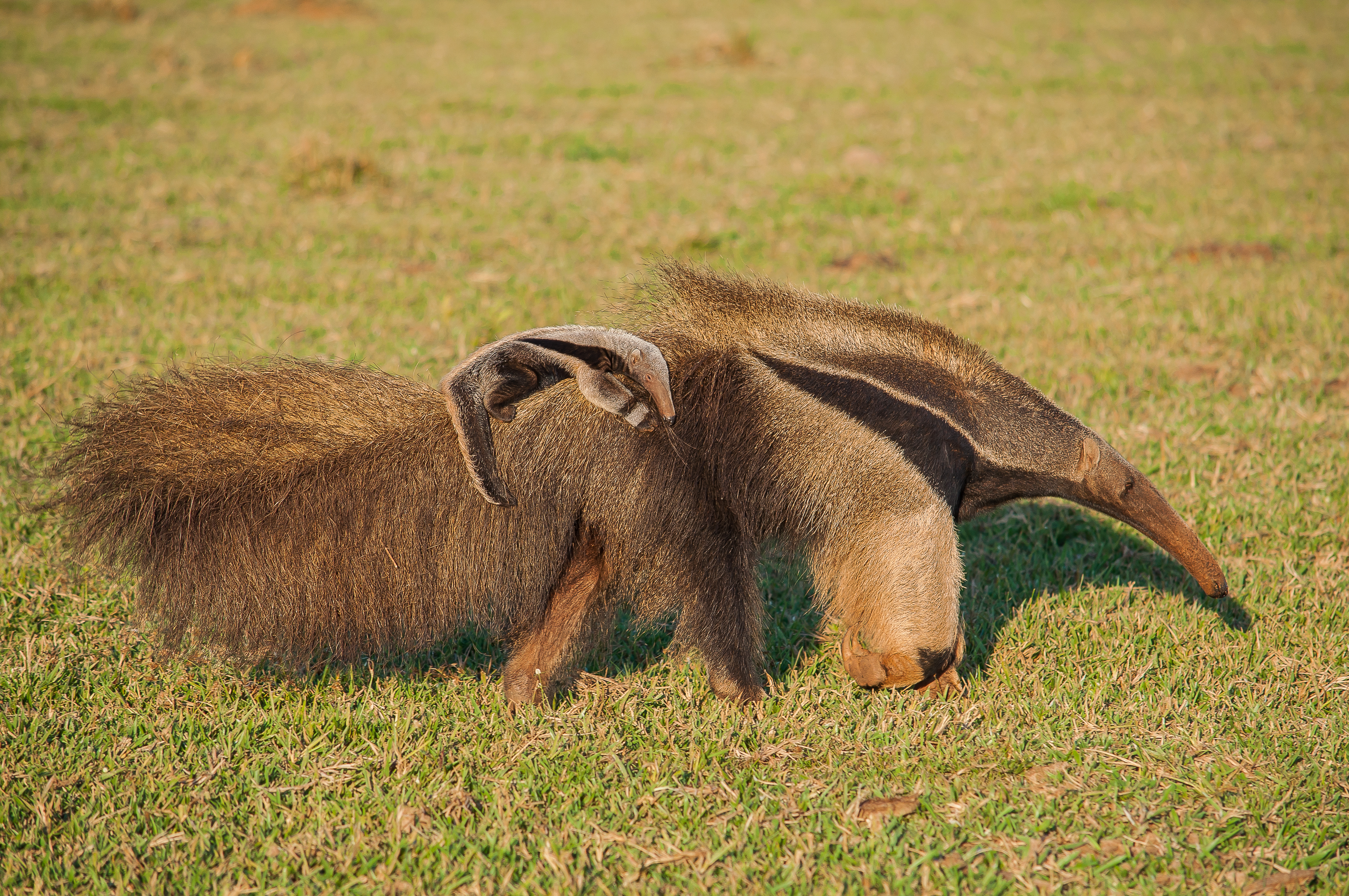
Matka s mládětem
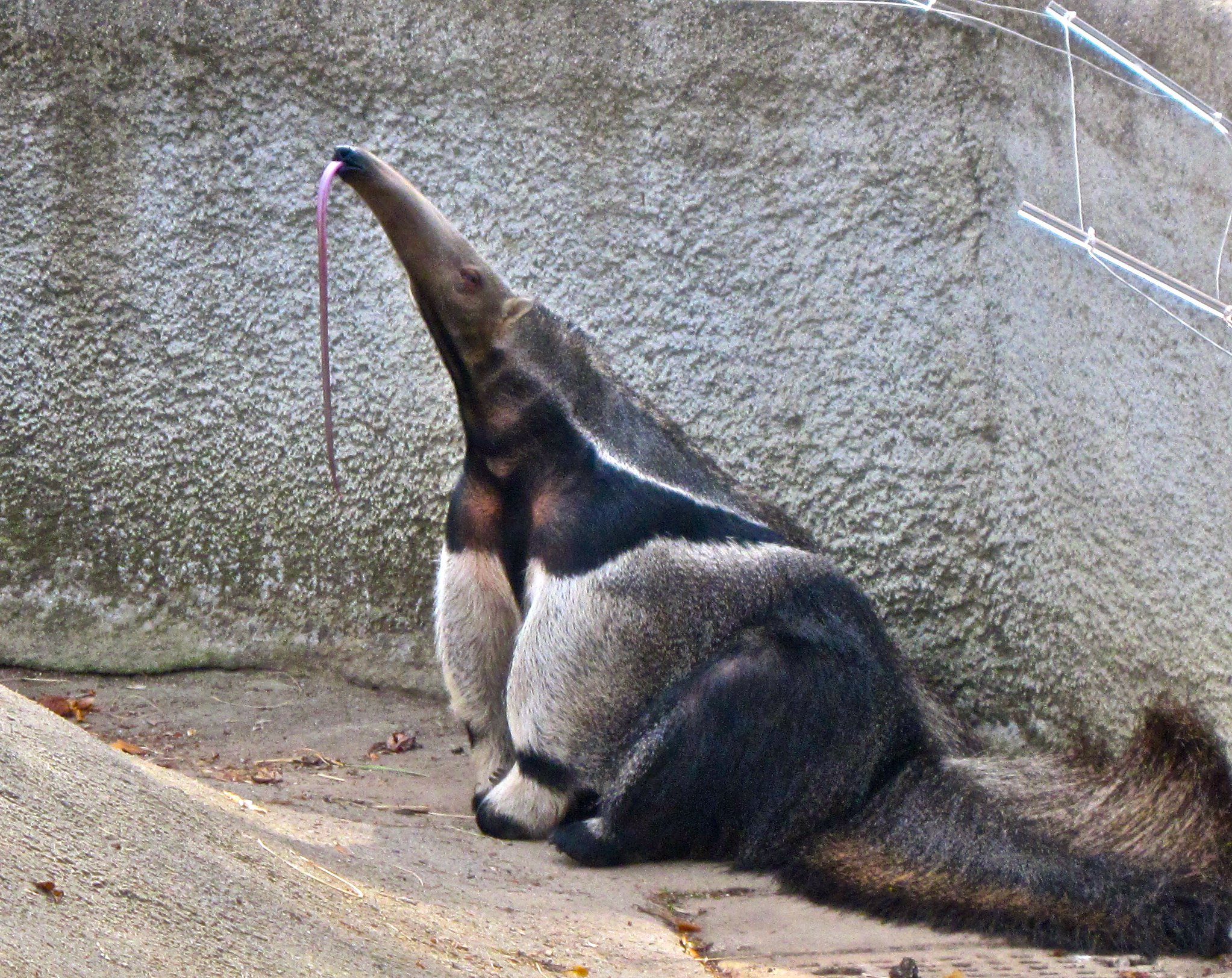
Mravenečník s vyplazeným jazykem
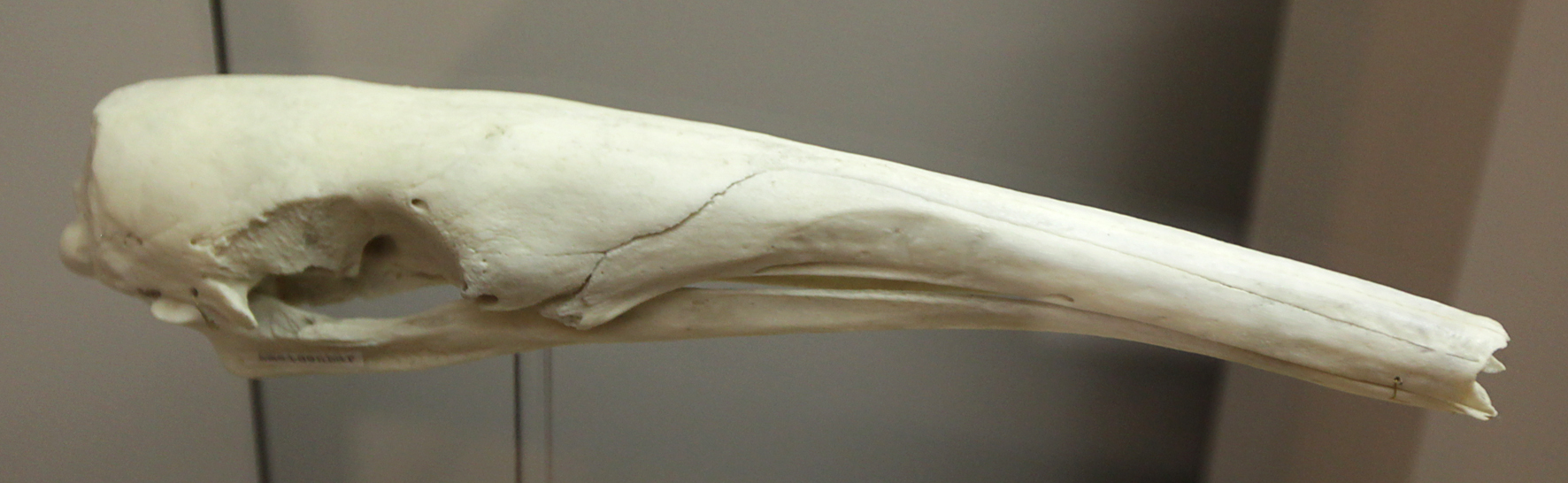
Lebka mravenečníka velkého
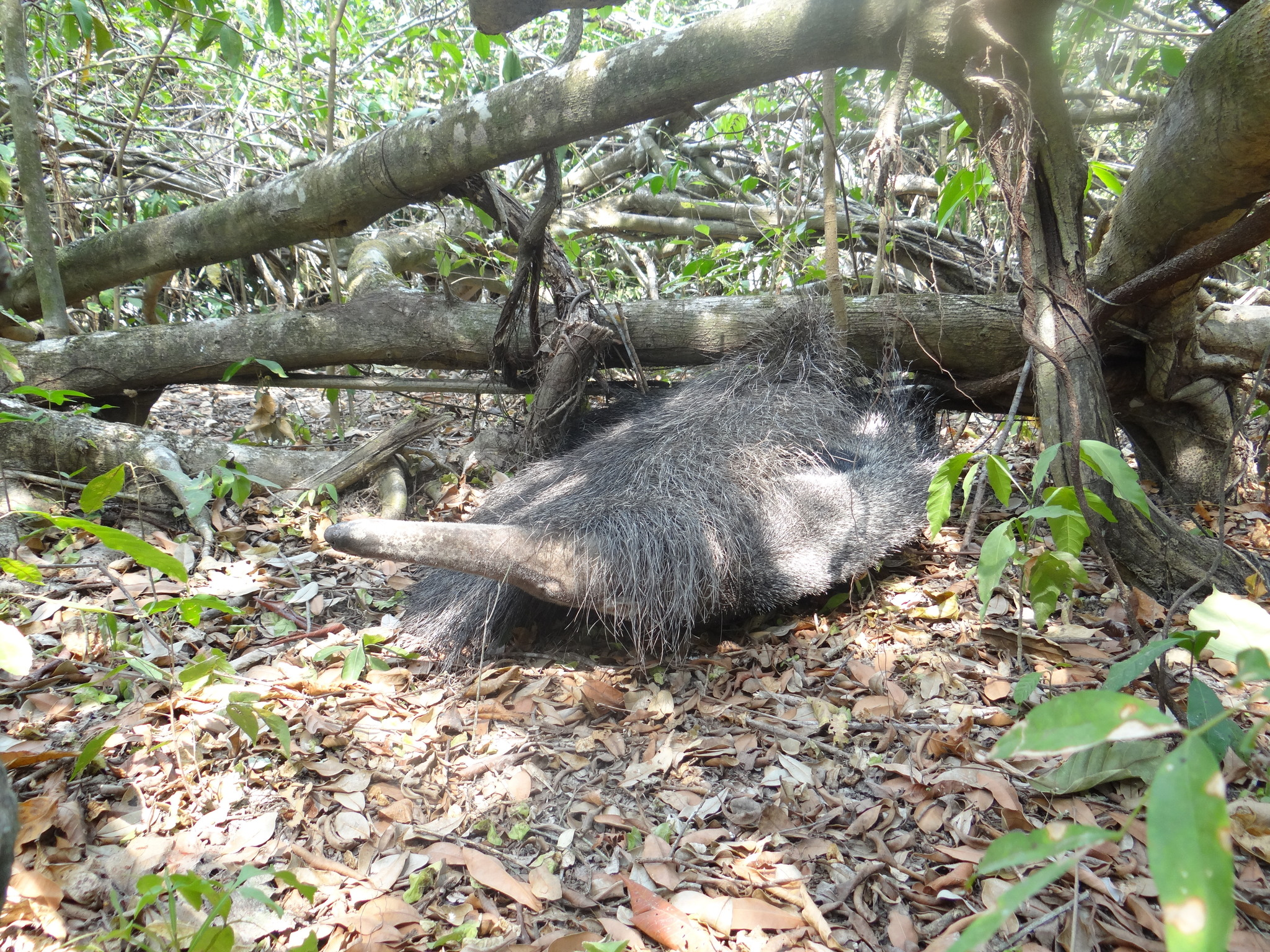
Spící mravenečník přikrytý ocasem